# Niwatthamrong Boonsongpaisan
Niwatthamrong Boonsongpaisan (en tailandés: นิวัฒน์ธำรง บุญทรงไพศาล, transcripción: Niwatthamrong Bunsongphaisan; Bangkok, 25 de enero de 1948) es un hombre de negocios tailandés y político que se desempeñó como primer ministro en funciones desde el 7 de mayo de 2014, tras la remoción de Yingluck Shinawatra de su cargo por el Tribunal Constitucional de Tailandia, hasta el 22 de mayo del mismo año cuando fue derrocado por un golpe de Estado militar. Antes de eso, fue vice primer ministro y ministro de Comercio, y logró un plan de garantías para el arroz del país.

## Sucesión
| Predecesor: Yingluck Shinawatra | Primer ministro de Tailandia (Interino) 7 de mayo de 2014-22 de mayo de 2014 | Sucesor: Prayut Chan-o-cha Líder del Consejo Nacional de Paz |